# 7386 Paulpellas
7386 Paulpellas eller 1981 WM är en asteroid i huvudbältet som upptäcktes den 25 november 1981 av Oak Ridge-observatoriet. Den är uppkallad efter fransmannen Paul Pellas.
Asteroiden har en diameter på ungefär 5 kilometer.